# 14e cérémonie des European Film Awards
La 14e cérémonie des prix du cinéma européen (14th European Film Awards), organisée par l'Académie européenne du cinéma, a eu lieu à Berlin le 1er décembre 2001 et a récompensé les films réalisés dans l'année.

## Palmarès

### Meilleur film
Le Fabuleux Destin d'Amélie Poulain
- Intimité
- La Chambre du fils
- L'Expérience
- Le Journal de Bridget Jones
- Italian for Beginners
- Les Autres
- La Pianiste

### Meilleur réalisateur
Jean-Pierre Jeunet - Le Fabuleux Destin d'Amélie Poulain
- François Ozon - Sous le sable
- Péter Gothár - Paszport
- Ermanno Olmi - Le Métier des armes
- José Luis Garci - You're the one (una historia de entonces)
- Éric Rohmer - L'Anglaise et le Duc

### Meilleur acteur
Ben Kingsley - Sexy Beast
- Michel Piccoli - Je rentre à la maison
- Jesper Christensen -  The Bench
- Branko Đurić - No Man's Land
- Michael Caine, Tom Courtenay, David Hemmings, Bob Hoskins et Ray Winstone - Last Orders
- Stellan Skarsgård - Taking sides, le cas Furtwängler

### Meilleure actrice
Isabelle Huppert - La Pianiste
- Ariane Ascaride - La ville est tranquille
- Audrey Tautou - Le Fabuleux Destin d'Amélie Poulain
- Charlotte Rampling - Sous le sable
- Laura Morante - La Chambre du fils
- Stefania Sandrelli - Juste un baiser

### Meilleur scénariste
Danis Tanović - No Man's Land

### Meilleur directeur de la photographie
Bruno Delbonnel - Le Fabuleux Destin d'Amélie Poulain

### Meilleur film documentaire
- Black Box RFA

### Discovery of the Year
- El Bola de Achero Mañas

### Achievement in World Cinema Award
- Ewan McGregor

### Lifetime Achievement Award
- Monty Python

### Prix du public du cinéma européen

#### Meilleur réalisateur européen
- Jean-Pierre Jeunet pour Le Fabuleux Destin d'Amélie Poulain